# Побурка-Мала
Побурка-Мала (пол. Pobórka Mała, нім. Schönheim) — село в Польщі, у гміні Білосліве Пільського повіту Великопольського воєводства.
Населення — 47 осіб (2011).
У 1975-1998 роках село належало до Пільського воєводства.

## Демографія
Демографічна структура станом на 31 березня 2011 року:
|          | Загалом | Допрацездатний вік | Працездатний вік | Постпрацездатний вік |
| -------- | ------- | ------------------ | ---------------- | -------------------- |
| Чоловіки | 26      | 6                  | 18               | 2                    |
| Жінки    | 21      | 4                  | 14               | 3                    |
| Разом    | 47      | 10                 | 32               | 5                    |